# ۸۶۸ (قمری)
۸۶۸ (قمری)، هشتصد و شصت و هشتمین سال در گاهشماری هجری قمری است. اول محرم این سال برابر با بیست و چهارم سپتامبر سال ۱۴۶۳ میلادی است.